# Montreuil-Bonnin
Montreuil-Bonnin ist eine Commune déléguée in der französischen Gemeinde Boivre-la-Vallée mit 754 Einwohnern (Stand 1. Januar 2022) im Département Vienne in der Region Nouvelle-Aquitaine.
Die Gemeinde Montreuil-Bonnin wurde am 1. Januar 2019 mit La Chapelle-Montreuil, Lavausseau und Benassay zur Commune nouvelle Boivre-la-Vallée zusammengeschlossen. Sie hat seither den Status einer Commune déléguée. Die Gemeinde Montreuil-Bonnin gehörte zum Arrondissement  Poitiers und zum Kanton Vouneuil-sous-Biard.

## Bevölkerungsentwicklung
| Jahr      | 1962 | 1968 | 1975 | 1982 | 1990 | 1999 | 2007 |
| Einwohner | 399  | 432  | 370  | 551  | 644  | 650  | 648  |

## Sehenswürdigkeiten
- Schloss Montreuil-Bonnin (Monument historique)

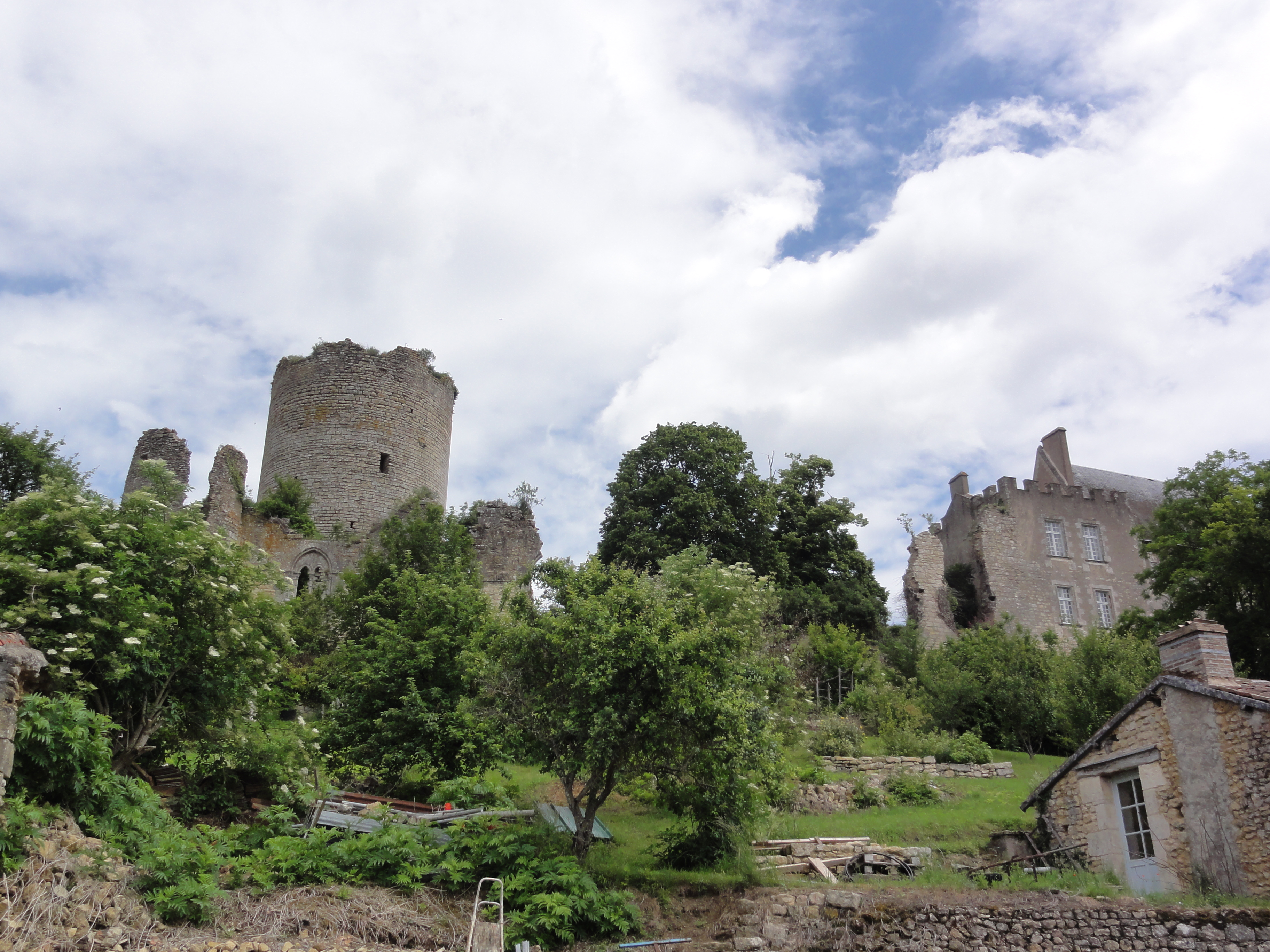
Schloss Montreuil-Bonnin